# Аділіо Сантос
Аділіо Сантос (порт. Adílio Santos, нар. 5 липня 1993, Баїя) — бразильський футболіст, нападник казахстанського клубу «Женіс». Виступав також за низку бразильських і закордонних клубів.

## Ігрова кар'єра
У 2015 році Аділіо Сантос розпочав виступи на футбольних полях у складі команди «Фейренсе», але ще цього року перейшов до складу клубу «Серрано». На початку 2016 року Аділіо перейшов до клубу «Галісія», а в другій половині року грав у складі клубу «Сан-Мартіньйо».
У 2017 році Аділіо Сантос перейшов до складу португальського клубу «Ароука», в якому грав до 2022 року, та був основним гравцем атакувальної ланки команди. У 2022 році керівництво клубу віддало бразильського нападника в піврічну оренду до клубу «Академіку» (Візеу), а з другої половини 2022 до 2024 року футболіст на правах постійного контракту грав у складі іншого португальського клубу «Пенафіел».
З 2024 Аділіо Сантос грає у складі казаського клубу «Женіс».